# How Will I Know
How Will I Know è un singolo della cantante statunitense Whitney Houston, pubblicato come terzo estratto dall'album di debutto dell'artista Whitney Houston. Il singolo venne pubblicato il 15 febbraio 1986. che però non viene ben accolto dalla critica.

## Descrizione
La canzone venne scritta da George Merrill e Shannon Rubicam, coppia del gruppo Boy Meets Girl ed inizialmente era stata pensata per Janet Jackson.
Tuttavia, dopo le prime due ballate R&B, la Houston decise di cambiare e pubblicare invece un brano dance pop, così optò per il brano scritto da Merrill e Rubicam.
Dionne Warwick, cugina di Houston, performò una cover del brano nello stesso anno.

## Tracce
1. How Will I Know – 4:10 (George Merrill, Shannon Rubicam, Narada Michael Walden)
2. Someone For Me – 4:57

## Classifiche
| Classifica (1985-1986) | Posizione massima |
| ---------------------- | ----------------- |
| Australia              | 2                 |
| Austria                | 28                |
| Belgio (Fiandre)       | 28                |
| Canada                 | 1                 |
| Finlandia              | 5                 |
| Germania               | 26                |
| Irlanda                | 3                 |
| Islanda                | 1                 |
| Norvegia               | 2                 |
| Nuova Zelanda          | 19                |
| Paesi Bassi            | 12                |
| Regno Unito            | 5                 |
| Stati Uniti            | 1                 |
| Svezia                 | 2                 |
| Svizzera               | 11                |

## If You Really Love Me (How Will I Know)
Il 2 luglio 2021, David Guetta ha collaborato con MistaJam e il cantante John Newman pubblicando If You Really Love Me (How Will I Know), brano dance basato su un'interpolazione di How Will I Know.

### Tracce
Testi e musiche di George Merrill, Shannon Rubicam, Narada Michael Walden, David Guetta, Franklin, John Newman, Peter Dalton, Ollie Green.
1. If You Really Love Me (How Will I Know) – 3:04

### Classifiche
| Classifica (2021)           | Posizione massima |
| --------------------------- | ----------------- |
| Irlanda                     | 30                |
| Regno Unito                 | 27                |
| Stati Uniti (Hot Dance/EDM) | 16                |